# Zamczysko (Sobolów)
Zamczysko (418 m n.p.m.) – wzniesienie we wsi Sobolów w województwie małopolskim, w powiecie bocheńskim, w gminie Łapanów. Pod względem geograficznym znajduje się na Pogórzu Wiśnickim będącym częścią Pogórza Zachodniobeskidzkiego. Wzniesienie znajduje się po południowej stronie drogi z Sobolowa do Woli Nieszkowskiej przez osiedle Zonia i po południowo-zachodniej i zachodniej stronie zabudowań tego osiedla. Jego szczyt znajduje się w odległości 200 m na południowy zachód od skrzyżowania dróg przy kapliczce na Zoniach.
Na szczycie Zamczyska jest punkt triangulacyjny. Jest w większości porośnięte lasem, bezleśna jest tylko dolna część stoków wschodnich, na których znajdują się pola uprawne i zabudowania osiedla Zonia. W porośniętych lasem stokach Zamczyska są odsłonięcia piaskowców. Nazwa wzniesienia pochodzi od tego, że przypisywano mu istnienie na jego szczycie zamku. Jest to jednak błąd. W rzeczywistości Gród w Sobolowie istniał na pobliskim wzniesieniu Kociego Zamku.